# Planca Coronati

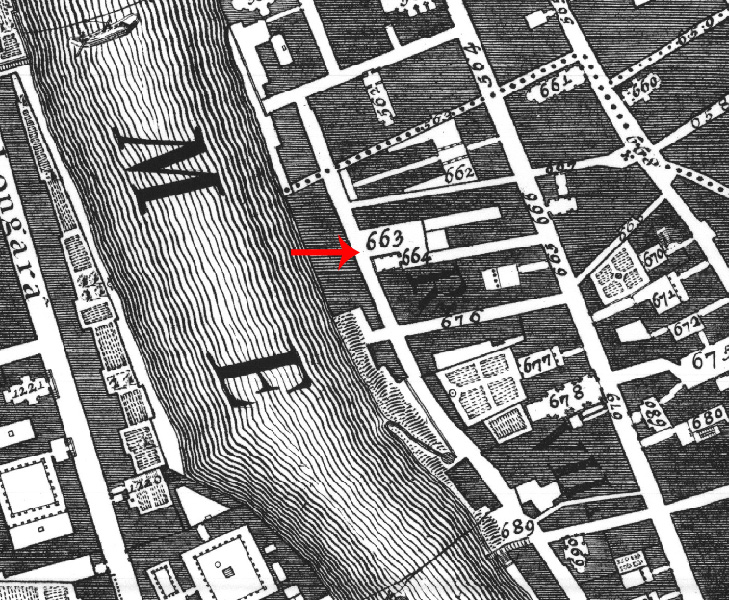
Pianta di Giovanni Battista Nolli (Nuova Topografia di Roma, 1748), con l'indicazione topografica della Chiesa di San Nicola degli Incoronati (n. 664) e palazzo Incoronati (n.671).

La famiglia Planca de' Coronati o Incoronati è una famiglia di origine spagnola, stabilitasi a Roma intorno al secolo XV.
Le loro case erano situate nel rione Regola in una area già abitata da una comunità di aragonesi e catalani, allora poco popolata e inizialmente malfamata tra la via di Monserrato già via di Corte Savella e l’argine sinistro del Tevere. Il sito che era contiguo al Castrum senensi, nel tempo venne denominato Monte Incoronati a causa del dislivello tra queste e la sommità, venne tagliato in due parti dall’apertura della via Giulia, causando l’abbattimento di alcuni fabbricati di pertinenza della famiglia. Fu in quel periodo che la famiglia fece erigere il palazzo prospiciente su via Monserrato. Le estese proprietà della famiglia in quell’area dettero nome anche ad una piazza poi rinominata piazza Padella e alla adiacente chiesa di San Nicola detta degli Incoronati o “de furca” di patronato della famiglia.
Alcuni membri ricoprirono più volte cariche municipali come quella di Conservatore di Roma a partire dal 1433 con Giustino, cui succedettero un Coronato ed altri alla medesima carica e quella di Caporione fino a tutto il XVIII secolo. Altri come Paolo padre di Antonina andata in sposa ad Angelo Massimo, che per l'occasione fece affrescare l'esterno del proprio palazzo da allievi di Daniele da Volterra, furono avvocati concistoriali, un Coronato fu avvocato di Beatrice Cenci. Marcello vissuto nel XV secolo fu canonico della Basilica Liberiana e Girolamo fu arcivescovo di Amalfi agli inizi del XVI secolo che provvide alla fondazione del Santuario della Madonna delle Grazie in Pogerola.
La famiglia si estinse nei Pagani che ne assunsero beni, titoli e sostanze con i quali furono iscritti tra le famiglie patrizie di Roma nella bolla Urbem Romam.